# Осада Полтавы (1709)
Осада Полтавы — более чем двухмесячная осада Полтавы шведским войском в Северной войне, предшествовавшая Полтавской битве и снятая в результате победы в ней русской армии.

## Предыстория
С конца февраля 1709 года главная шведская армия стояла между Псёлом и Ворсклой, северными притоками Днепра, со штабом в Будищах, к северу от Полтавской крепости. Стратегическая инициатива была в руках русских. Зимние нападения Карла XII на несколько опорных пунктов русской армии, например штурм Веприка, при котором пало более тысячи шведов, показали его беспомощность и отсутствие конкретного плана. Его решение осадить Полтаву было основано не на стратегических расчётах, а, скорее, на отсутствии вариантов действий. Наступление на Москву было невозможно, а отступление в Речь Посполитую было блокировано основной русской армией. Шведские силы были сильно ослаблены уникально морозной зимой, в которой тысячи шведов замёрзли насмерть. Восстание запорожских казаков, на которое рассчитывали шведы, также вскоре провалилось. В то время также не было нападения Османской империи. Армия Петра же была цела, усилена свежими силами и ждала решающего момента. Захватом Полтавы Карл XII надеялся всё же склонить население Гетманщины на свою сторону.

## Ход осады
В конце апреля шведская армия с отрядами Ивана Мазепы начала осаду Полтавской крепости. Крепость была укреплена земляными валами, рвами и острогом и находилась под командованием полковника Алексея Келина. Гарнизон насчитывал 4000 русских солдат и 2000 казаков и городской дружины. Артиллерия Полтавы состояла из 28 орудий. Крепость служила складом русской армии и имела хорошие запасы. Накануне она была отремонтирована и укреплена. Тем не менее, она была относительно слабой. В начале осады фельдмаршал К. Г. Реншильд отметил: «Неужели русские до такой степени безрассудны и станут защищаться?». На руку русским играл недостаток припасов у шведов. Помимо продовольствия не хватало пороха для пушек и мушкетов.
Началу осады предшествовал двухдневный штурм 28 и 29 апреля, отбитый гарнизоном. После этого шведы перешли к регулярной осаде. Привлечение запорожских казаков к осадным работам, возгавляемым генерал-квартирмейстером Гилленкроком, вызвало у них недовольство. Русские неоднократными вылазками мешали осадным работам. Шведы сосредоточились на поддержании блокады и обстрелах крепости. Несколько атак на бастионы крепости были отбиты. К середине мая шведские траншеи были уже у палисада крепости. Враг приступил к минной атаке. Две попытки подвести подкоп под вал и взорвать его успеха не имели. Несколько шведских предложений о капитуляции были отклонены защитниками. 15 мая Петру I удалось перебросить в крепость отряд Головина силой около 1000 человек.
Раздражённый неудачами Карл XII, невзирая на скудность боевых припасов, приказал произвести усиленное бомбардирование. 1 июня шведские снаряды произвели пожар в городе. Защитники крепости бросились тушить огонь, а шведы устремились на штурм. Атака была неожиданной, на валах было очень мало защитников. Легко опрокинув их, шведы водрузили уже на валу королевское знамя, но из города к месту боя спешили войска и городская дружина. Сильным натиском враг был опрокинут и сброшен с вала. На защиту Полтавы поднялось практически всё население города (в том числе женщины и дети), участвовавшее не только в строительстве укреплений, но и непосредственно в военных действиях. При этом отмечалось твёрдое намерение горожан погибнуть при обороне, но не сдаться. В целом, с апреля по июнь шведы предприняли 20 штурмов Полтавы и потеряли под её стенами от 5 тысяч до более 6 тысяч человек.

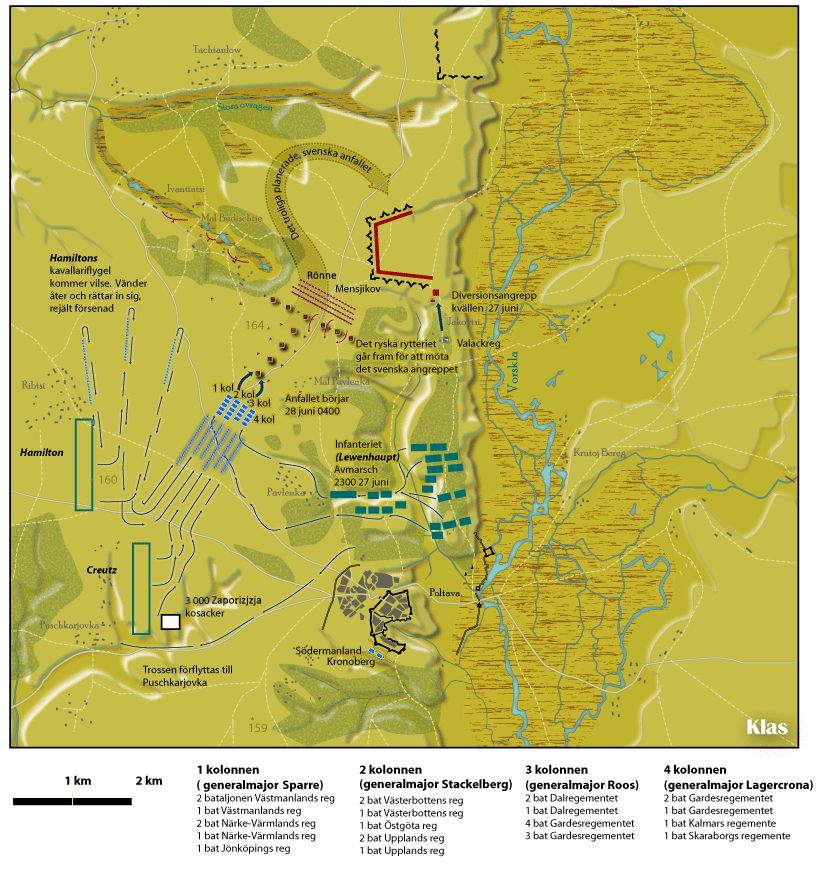
Осаждённая Полтава накануне Полтавской битвы

Тем временем основная русская армия подошла и построила оборонительные позиции в пяти километрах от Полтавы и пыталась раздёргать шведов, предпринимая попытки переправы через Ворсклу. При отражении одной из таких попыток, Карл XII был ранен в ногу. 20 июня русская армия по мостам, наведённым у деревни Петровки, и прилегающим бродам перешла на правый берег реки. Узнав об этом, Карл XII в последний раз попытаться овладеть Полтавой. Начался отчаянный двухдневный штурм крепости, который был с не меньшим отчаянием отражён всеми силами осаждённых. После этого основная шведская армия атаковала русский укреплённый лагерь у д. Семёновки. В сражении, ставшим известным как Полтавская битва, шведы потерпели сокрушительное поражение, после чего осада Полтавы была снята. Остатки шведской армии отошли на юг к Днепру и там капитулировали у Переволочны.